# Sergio Casali
Sergio Casali (Varazze, 1969) è un filologo classico e latinista italiano, professore ordinario di Lingua e Letteratura latina presso il Dipartimento di Studi letterari, filosofici e di storia dell'arte dell'Università degli Studi di Roma Tor Vergata.
Casali ha studiato alla Scuola Normale Superiore di Pisa dal 1988 al 1997; nel 1992/1993 è stato studente di scambio al St John's College di Oxford. Si è laureato in Letteratura latina con Gian Biagio Conte all'Università di Pisa nel 1993. Dal 1998 è stato ricercatore presso l'Università di Roma Tor Vergata; nel 2001 è stato nominato professore associato e nel 2022 professore ordinario.
Casali si interessa principalmente di poesia latina augustea, in particolare Ovidio e Virgilio, di tradizione epica dei romani e dell'antica esegesi dell'Eneide, in particolare Servio. Ha recentemente pubblicato un commento al secondo libro dell'Eneide.

## Pubblicazioni
- Publii Ovidii Nasonis: Heroidum Epistula IX: Deianira Herculi. Le Monnier, Firenze 1995.
- Virgilio: Eneide 2 . Introduzione, traduzione e commento a cura di S. Casali, Edizioni della Normale, Pisa 2017. Recensione di David Quint in: Bryn Mawr Classical Review ( online ), 3. luglio 2018

- (a cura di, con Fabio Stok): Servio: stratificazioni esegetiche e modelli culturali / Servius: exegetical stratifications and cultural models. Collezione Latomus, volume 317, Éditions Latomus, Bruxelles 2008, ISBN 978-2-87031-258-2. Recensione di Ute Tischer in: Bryn Mawr Classical Review (online), 16. gennaio 2010

- Other Voices in Ovid’s ‘Aeneid’. In: Peter E. Knox (a cura di) Oxford readings in Ovid. Oxford University Press, Oxford 2006, ISBN 0-199-28116-5, pp. 144–165 ( online ) versione rivista di: Altre voci nell'Eneide di Ovidio. In: Materiali e discussioni per l'analisi dei testi classici 35/1995 pp. 59-76.

- Virgilio: guida all'Eneide. Carocci, Roma 2023. Recensione di Elena Giusti in: Bryn Mawr Classical Review (online), 6. aprile 2024.

## Riconoscimenti
Nel 2019 gli è stato conferito l’Alexander G. McKay Prize for Vergilian Studies della Vergilian Society per il suo commento a Eneide 2.
Nel 2021 gli è stato conferito il Premio Vergilius dell’Accademia nazionale virgiliana di Mantova.